# Balearica
Balearica is een geslacht van vogels uit de familie kraanvogels (Gruidae). 

## Soorten
Het geslacht telt twee soorten:
- Balearica pavonina – Zwarte kroonkraanvogel
- Balearica regulorum – Grijze kroonkraanvogel